# Pira (Tarragona)
Pira es un municipio español de la comarca catalana de la Cuenca de Barberá (Tarragona. Cuenta con una población de 498 habitantes (INE 2024). 

## Historia
Aparece documentado en el año 1067 cuando Berenguer Ramón II cedió el castillo del pueblo a Ermengol IV de Urgel. En 1068 fue cedida la posesión del mismo a Arnau Pere de Ponts quien fue encargado de dirigir la repoblación del lugar. 
Quedó temporalmente en manos del monasterio de Poblet a partir de 1164 y hasta que en 1181 fue devuelto a Pere de Puigverd. Más tarde estuvo en manos de los templarios que lo adquirieron en 1248; fueron los señores del lugar hasta el fin de la orden en 1312. A partir de esa fecha, quedó en manos de la orden del Hospital de San Juan de Jerusalén quienes mantuvieron el control del lugar hasta el fin de las señorías. No ha quedado ningún resto del antiguo castillo.

## Geografía humana

### Demografía
Cuenta con una población de 498 habitantes (INE 2024).
| Gráfica de evolución demográfica de Pira entre 1842 y 2021                                                            |
| |
| Población de derecho según los censos de población del INE. Población de hecho según los censos de población del INE. |

### Economía
El cultivo principal es el de la viña, seguida de los cereales. En menor medida se encuentra campos de olivos y almendros. Durante muchos años hubo una gran actividad en diversos molinos de yeso. Esta actividad ha quedado limitada a algunas empresas que siguen elaborando elementos de decoración con este material.

## Cultura

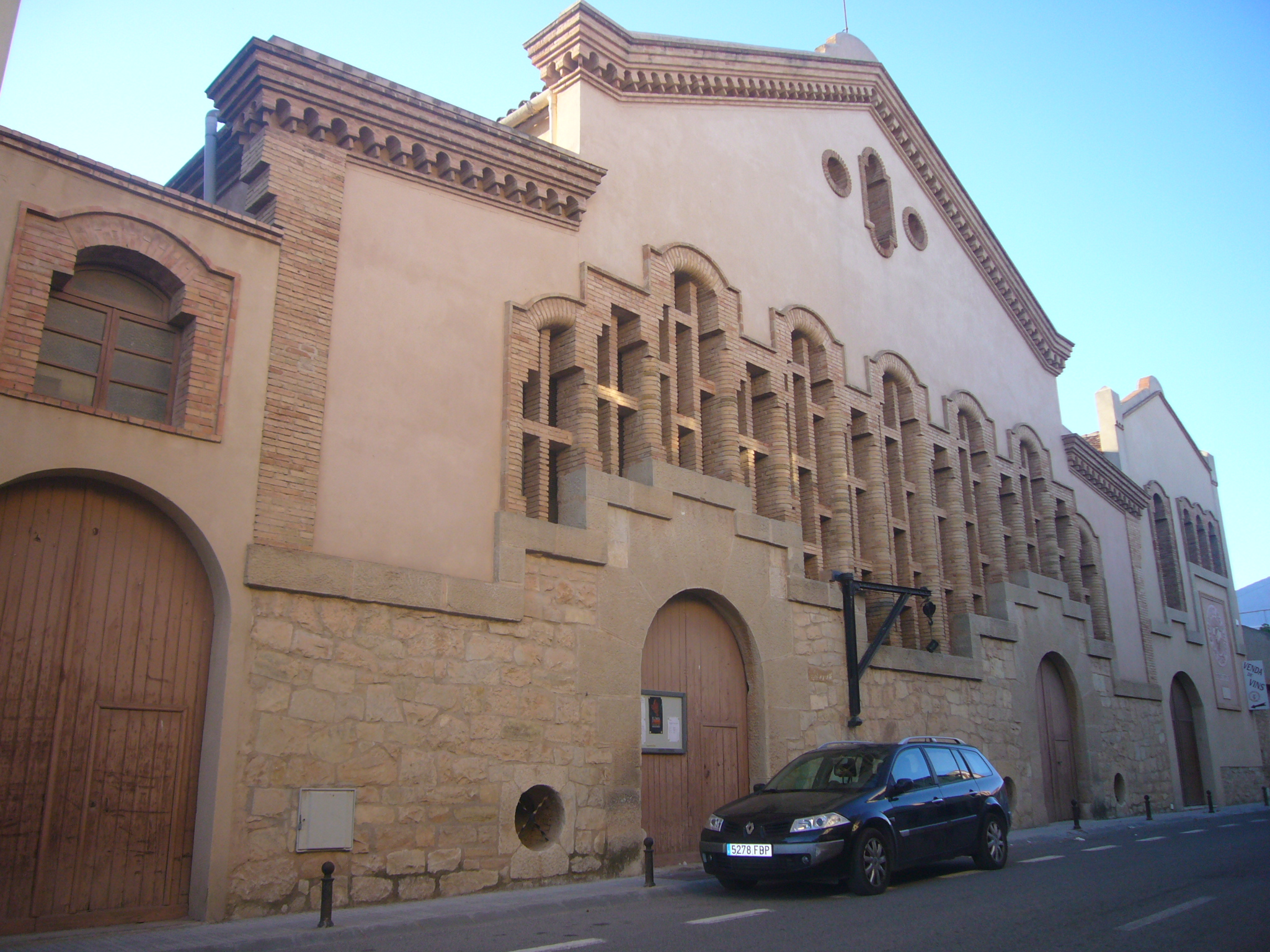
Edificio de las bodegas de la cooperativa, obra de 1919 de César Martinell

El pueblo está situado en la orilla del río de Anguera. La iglesia parroquial está dedicada a San Salvador y fue construida en el siglo XIX. Destaca también el edificio modernista de las bodegas de la cooperativa. Es obra del arquitecto César Martinell y se inauguró en 1919. En el centro antiguo de la ciudad pueden verse algunas viviendas construidas en el siglo XVIII.
Pira celebra su fiesta mayor durante el mes de agosto, coincidiendo con San Salvador. Durante el mes de octubre tiene lugar la fiesta de la tercera edad.